# Élections parlementaires italiennes de 1972
Les élections parlementaires italiennes de 1972 (en italien : Elezioni politiche italiane del 1972) se tiennent les dimanche 7 et lundi 8 mai 1972, afin d'élire les 630 députés et les 315 sénateurs de la VIe législature de la Chambre des députés et du Sénat de la République.
Anticipé d'un an par rapport au terme normal de la Ve législature, ce scrutin fait suite au refus du Sénat d'accorder sa confiance au gouvernement minoritaire de Giulio Andreotti en février 1972. Le président Giovanni Leone — en fonction depuis moins de trois mois — prononce alors la dissolution du Parlement, pour la première fois depuis la proclamation de la République.
Ces élections interviennent à l'issue d'une législature particulièrement chaotique, qui a vu six cabinets et quatre présidents du Conseil se succéder en trois ans et demi. Cela n'a pas empêché les parlementaires d'approuver en 1970 deux législations progressistes, la loi sur le divorce et la loi sur le statut des travailleurs. Cette même année voit la tenue des premières élections régionales dans les 15 Régions ordinaires, dont la DC sort vainqueur en s'imposant dans 12 d'entre elles, tandis que le Parti communiste italien (PCI) l'emporte dans ses bastions du nord-ouest.
Les élections anticipées de 1972 voient une nouvelle fois la DC s'imposer avec près de 40 % des voix, devançant le PCI de 11 points dans les deux chambres. Désormais séparé du Parti social-démocrate italien (PSDI), le Parti socialiste italien (PSI) échoue à retrouver son niveau des années 1950, quand il flirtait avec les 15 %.
Le chef de l'État charge ensuite Andreotti de former un nouvel exécutif au début du mois de juin. Associé avec le PSDI et le Parti libéral italien (PLI), il bénéficie du soutien sans participation du Parti républicain italien (PRI) et remporte la confiance des chambres au cours du mois de juillet. Il est ainsi le second et dernier président du Conseil reconduit à la suite des élections parlementaires.

## Contexte

### Les résultats de 1968: la chute des socialistes
Aux élections parlementaires de 1968, la Démocratie chrétienne (DC) — alors au pouvoir depuis 20 ans — confirme sa position de premier parti d'Italie. Elle rassemble 39,1 % des voix à la Chambre des députés, où elle l'emporte dans 26 circonscriptions sur 32, et 38,3 % au Sénat de la République, s'imposant dans 16 Régions sur 20.
Son plus proche concurrent est le Parti communiste italien (PCI), première force de l'opposition parlementaire depuis la proclamation de la République. Réunissant 26,9 % des suffrages exprimés à la Chambre, et 30 % au Sénat en coalition avec le Parti socialiste italien d'unité prolétarienne (PSIUP), il vire en tête dans ses fiefs d'Émilie-Romagne, Ombrie et Toscane, ainsi qu'en Ligurie pour le Sénat. Avec 14,5 % à la chambre basse et 15,2 % à la chambre haute, le Parti socialiste unifié (PSU, alliance du PSI et du PSDI) confirme sa troisième place mais échoue à disputer au PCI sa position de leader de la gauche italienne en perdant un quart de sa représentation.
Le Parti libéral italien (PLI) est lui aussi en repli, quoique moins important, puisque avec 5,8 % des exprimés à la Chambre des députés et 6,8 % au Sénat de la République, il reste devant le Mouvement social italien (MSI), qui perd également quelques parlementaires après avoir rassemblé 4,5 % des voix à la Chambre et 4,6 % au Sénat.

### La courte expérience minoritaire de Leone

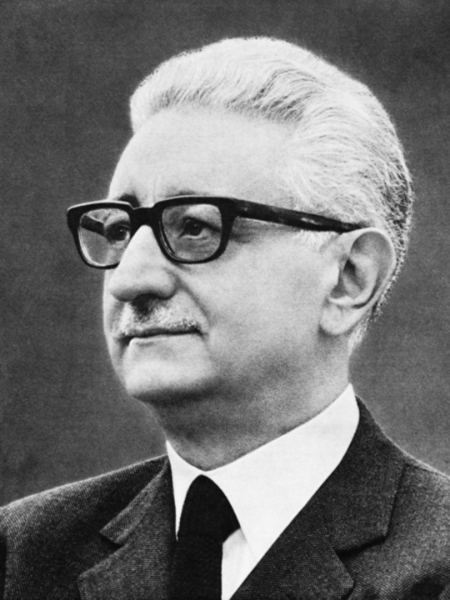
Giovanni Leone, premier président du Conseil de la Ve législature.

À l'ouverture de la Ve législature le 5 juin, le député socialiste de Gênes Sandro Pertini est élu président de la Chambre des députés par 364 voix favorables et 215 votes blancs. C'est alors la première fois que la présidence de la chambre basse revient à un socialiste. Le même jour, le sénateur démocrate chrétien de Toscane Amintore Fanfani est désigné président du Sénat de la République par 181 voix pour et 127 bulletins blancs.
Le président de la République Giuseppe Saragat confie cinq jours plus tard un mandat de formation du gouvernement à Mariano Rumor, secrétaire de la DC et ancien ministre. Il y renonce au bout de deux jours, et le chef de l'État attend le 19 juin pour choisir l'ancien président du Conseil Giovanni Leone comme nouveau mandataire présidentiel. Celui-ci parvient à dégager les conditions pour gouverner en s'assurant de l'abstention du PSI-PSDI et du Parti républicain italien (PRI). Son cabinet minoritaire est assermenté cinq jours après et obtient la confiance des chambres le 5 juillet.
Dès le 19 novembre, Leone remet sa démission après que la DC, le Parti socialiste italien (PSI) — nom adopté par le Parti socialiste unifié le mois précédent — et le PRI se sont dits prêts à discuter d'un élargissement de la majorité parlementaire.

### Les trois gouvernements Rumor en 18 mois

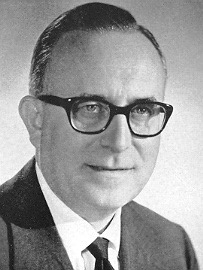
Mariano Rumor forme trois gouvernements dont deux coalition entre décembre 1968 et mars 1970.

Avant de confier une quelconque mission de formation, le président Saragat appelle son ami Sandro Pertini à mener un mandat exploratoire pour s'assurer de la possibilité de constituer un nouvel exécutif. La conclusion positive de ces entretiens conduit le chef de l'État à demander à Mariano Rumor de constituer le prochain cabinet. Constituant une coalition entre la DC, le PSI et le PRI, lui et son premier gouvernement sont assermentés le 12 décembre. Les chambres accordent leur confiance dans les dix jours qui suivent.
Sa majorité s'écroule dès le 2 juillet 1969, lorsque les ministres socialistes démissionnent en raison de la scission d'une partie des groupes parlementaires du PSI en vue de constituer le Parti socialiste unitaire (PSU). Actant la dislocation de sa coalition, Rumor démissionne le 5 juillet. Une semaine plus tard, Giuseppe Saragat le confirme dans ses fonctions.
Il présente un cabinet minoritaire monocolore le 5 août, en attendant de voir s'il est possible de reconstituer une alliance de centre gauche. Il remporte la confiance des chambres dans les jours qui suivent grâce au soutien du PSI, du PSU, et à l'abstention du PRI.
Le 12 décembre 1969, la ville de Milan est frappée par l'attentat de la piazza Fontana, qui cause 16 morts et 88 blessés. Attribuée à l'extrême gauche, l'attaque est également présumée être le fait de l'extrême droite, éventuellement manipulée par les services secrets occidentaux et/ou des factions conservatrices des forces armées en vue de l'établissement d'un régime autoritaire semblable à la dictature des colonels.
La deuxième démission de Mariano Rumor intervient deux mois plus tard, le 7 février 1970, en conséquence des divergences au sein de sa majorité concernant la loi sur le divorce, en cours de discussion au Parlement. Alors que la DC y est fortement opposée, les autres partis s'y montrent favorables.
Chargé de constituer son troisième exécutif consécutif le 12 février, Rumor renonce à son mandat le 28 février. Le président de la République fait donc appel au ministre des Affaires étrangères Aldo Moro, figure de l'aile gauche de la Démocratie chrétienne, le 3 mars suivant. Il rend sa mission au bout de huit jours sur un constat d'échec, aussi le 12 mars Giuseppe Saragat donne mandat exploratoire au président du Sénat de la République Amintore Fanfani qui abandonne au bout d'une semaine. Ce mandat est transmis à Rumor le 23 mars et celui-ci parvient à rassembler une majorité de centre gauche avec le Parti socialiste, le Parti socialiste unitaire et le Parti républicain.
Le gouvernement Rumor III, assermenté le 28 mars, reçoit la confiance du Parlement dans la première moitié du mois d'avril.
Moins de deux mois plus tard se tiennent les 7 et 8 juin les premières élections régionales dans les 15 Régions à statut ordinaire. La DC et le Parti communiste italien continuent de dominer le paysage politique avec respectivement 37,8 % et 27,9 % des voix. Le PSI confirme sa troisième place avec 10,4 %, devant le PSU qui pointe à 7 %. Les deux forces socialistes cumulent ainsi 17,4 %, trois points de mieux qu'aux élections parlementaires. Le PCI l'emporte dans ses bastions habituels, ratant de peu la majorité absolue en Émilie-Romagne. Les démocrates chrétiens s'imposent ainsi dans 12 Régions.
Arguant des polémiques entre les partis du centre gauche, Mariano Rumor annonce le 6 juillet la démission du cabinet, une décision soutenue par le PSU et le PRI, mais critiquée par le PSI et l'aile gauche de la DC.

### Emilio Colombo, une période de stabilité

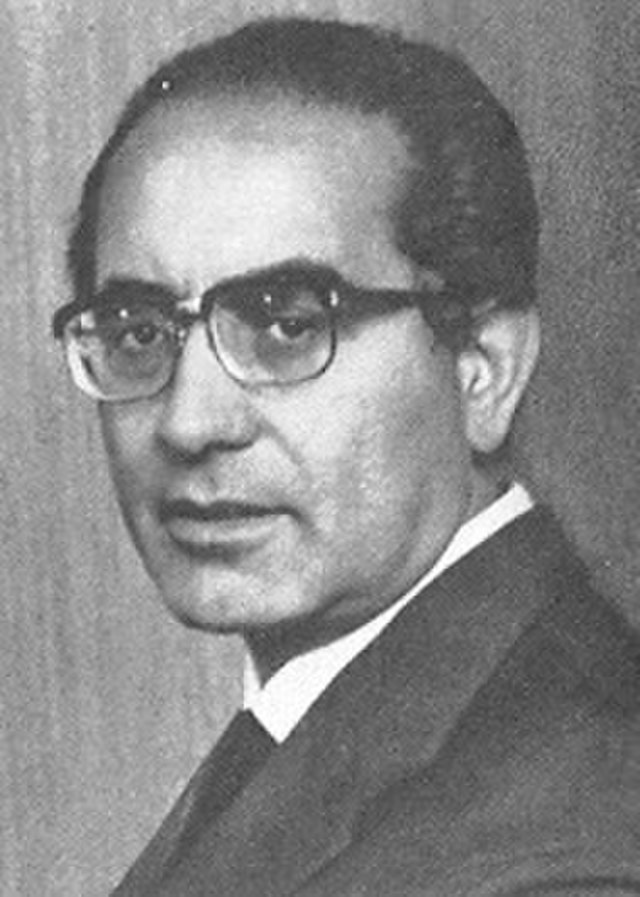
Pendant 18 mois, Emilio Colombo mène une stable majorité de centre gauche.

Faisant face à sa quatrième crise ministérielle en 18 mois, le président de la République Giuseppe Saragat charge le 11 juillet l'ancien ministre de l'Industrie Giulio Andreotti de reconstituer une majorité de centre gauche. Il renonce à sa mission au bout de 14 jours et elle se trouve confiée au ministre du Trésor Emilio Colombo. Ce dernier parvient à reformer une alliance entre la DC, le Parti socialiste italien, le Parti socialiste unitaire et le Parti républicain italien.
Assermenté le 6 août 1970, le gouvernement Colombo remporte successivement l'investiture de la Chambre des députés puis celle du Sénat de la République en une semaine.
Le 1er décembre 1970, après une adoption contre l'avis de la DC et du Mouvement social italien, la loi sur le divorce entre en vigueur. Dès le lendemain est constitué un comité cherchant à convoquer un référendum abrogatif à l'encontre de ce texte. Une tentative de coup d'État néofasciste mené par Junio Valerio Borghese a lieu à Rome une semaine plus tard mais échoue. Le public n'en sera informé que trois mois plus tard.
Tandis que le PSU redevient le Parti social-démocrate (PSDI) le 10 février 1971, le PRI se retire de la coalition gouvernementale le 1er mars et indique qu'il passe à une posture de soutien sans participation. L'exécutif se soumet aussitôt à un vote de confiance dans chaque chambre, qu'il remporte nettement.
Puisque que le mandat du président Saragat arrive à terme, le président de la Chambre des députés Sandro Pertini convoque le collège électoral au palais Montecitorio le 9 décembre 1971 pour la tenue de l'élection présidentielle. Les démocrates chrétiens choisissent d'appuyer le président du Sénat Amintore Fanfani, tandis que la gauche se rassemble autour du secrétaire du PSI Francesco De Martino. Les deux s'affrontent jusqu'au 7e tour à l'avantage de De Martino, puis de nouveau au 11e tour. À l'occasion du 22e tour, la DC opte pour Giovanni Leone tandis que la gauche propose le sénateur à vie Pietro Nenni. Leone rate la majorité requise d'une seule voix, mais la franchit lors du 23e tour. Conclue le 24 décembre, cette élection est le plus long scrutin présidentiel de l'histoire italienne.
Moins d'une semaine après, la majorité se disloque avec la décision le 30 décembre du Parti républicain de retirer son appui extérieur au gouvernement. Le président du Conseil remet ainsi sa démission le 7 janvier 1972, après que le secrétaire du PRI Ugo La Malfa lui a indiqué que la décision de son parti était irrévocable.

### Andreotti et la première dissolution républicaine

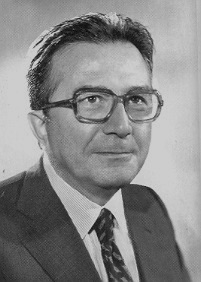
L'échec de Giulio Andreotti à obtenir la confiance du Sénat mène à des élections anticipées.

En fonction depuis à peine huit jours, le président Leone fait donc face à sa première crise politique. Après deux semaines de consultation, il demande le 21 janvier à Emilio Colombo de reconstituer un cabinet. Ce dernier, constatant la forte division interne à la DC, renonce à sa mission le 1er février.
Le chef de l'État appelle alors le président du groupe parlementaire de la Démocratie chrétienne à la Chambre des députés Giulio Andreotti. Il tente d'abord de convaincre le PSI et le PRI de soutenir un exécutif minoritaire rassemblant la DC, le PSDI et bénéficiant également de l'appui extérieur du Parti libéral italien. Face au refus des socialistes et des républicains, le mandataire présidentiel se replie sur la mise en place d'un gouvernement monocolore, qui est assermenté par Giovanni Leone le 17 février.
Il présent son programme aux deux chambres le 24 février, mais le lendemain le Sénat refuse de lui accorder sa confiance par 158 suffrages contre et 151 voix pour. Seuls la DC, le PLI ainsi que le Parti populaire du Sud Tyrol (SVP) et deux sénateurs à vie lui apportent leur soutien. En conséquence, Andreotti remet sa démission et le chef de l'État le charge de la gestion des affaires courantes.
Estimant qu'aucune majorité parlementaire ne peut plus se dégager du Parlement issu des élections de 1968, le président de la République annonce le 28 février 1972 qu'il prononce la dissolution des deux chambres. Les premières élections parlementaires anticipées depuis la proclamation de la République sont convoquées dix semaines plus tard.
Moins de trois semaines après la décision du chef de l'État, le PCI organise son XIIIe congrès à Milan. Le vice-secrétaire général Enrico Berlinguer, député de Rome âgé de 49 ans, prend le relais de Luigi Longo, diminué depuis des trois ans des suites d'un accident vasculaire cérébral, au secrétariat général.

## Mode de scrutin

### Pour la Chambre des députés
La Chambre des députés (en italien : Camera dei Deputati) est élue au scrutin proportionnel plurinominal pour un mandat de cinq ans.
Le territoire italien est divisé en 32 circonscriptions, 31 plurinominales — qui comprennent toutes au moins deux provinces, sauf celles de Trieste — et la Vallée d'Aoste, qui n'élit qu'un représentant selon le scrutin uninominal majoritaire à un tour. Il n'y a pas de seuil électoral.
Le jour du vote, chaque électeur choisit dans sa circonscription une liste de candidats, et peut émettre jusqu'à quatre votes de préférence. À l'issue du scrutin, les sièges sont répartis à la proportionnelle d'Impériali et attribués en priorité aux candidats ayant reçu le plus grand nombre de voix préférentielles.
Les sièges qui n'ont pas été attribués et les voix qui n'ont pas été utilisées sont ensuite rassemblés au niveau national et distribués à la proportionnelle de Hare entre les formations politiques qui ont obtenu un député de circonscription ou 300 000 voix nationalement. Ces mandats de députés sont ensuite attribués, pour les partis qui en bénéficient, dans les circonscriptions où ils comptent le plus de votes résiduels.

### Pour le Sénat de la République
Le Sénat de la République (en italien : Senato della Repubblica) est élu au scrutin proportionnel plurinominal pour un mandat de cinq ans par les Italiens âgés d'au moins 25 ans.
Le territoire italien est divisé en 20 circonscriptions qui correspondent aux régions, 19 plurinominales et la Vallée d'Aoste, qui n'élit qu'un parlementaire selon le scrutin uninominal majoritaire à un tour. Conformément à l'article 57 de la Constitution de 1948, chaque région dispose d'au moins sept sénateurs, sauf le Molise qui en a deux. Il n'y a pas de seuil électoral.
Les circonscriptions sont divisées en un certain nombre de collèges électoraux (238 au total). Pour l'emporter dans un collège, un candidat doit réunir un nombre de suffrages équivalent à 65 % des votants au moins. Pour les collèges où ce seuil n'est pas atteint (313 sur 315 en 1968), les voix de chaque candidat sont regroupées par parti, au niveau régional, et les sièges à pourvoir sont distribués à la proportionnelle d'Hondt. Les mandats sont attribués, pour chaque parti, aux candidats ayant le plus fort quotient individuel (qui correspond au ratio entre les suffrages obtenus et le nombre de votants dans les différents collèges électoraux).

## Campagne

### Principales forces politiques
| Parti | Parti                                                                                          | Idéologie                                                  | Secrétaire        |
| ----- | ---------------------------------------------------------------------------------------------- | ---------------------------------------------------------- | ----------------- |
|       | Démocratie chrétienne Democrazia Cristiana                                                     | Centre Démocratie chrétienne, antifascisme, anticommunisme | Arnaldo Forlani   |
|       | Parti communiste italien Partito Comunista Italiano                                            | Gauche Communisme, eurocommunisme, marxisme-léninisme      | Enrico Berlinguer |
|       | Parti socialiste italien Partito Socialista Italiano                                           | Gauche Socialisme, réformisme, marxisme                    | Giacomo Mancini   |
|       | Parti social-démocrate italien Partito Socialista Democratico Italiano                         | Centre gauche Social-démocratie, socialisme                | Flavio Orlandi    |
|       | Parti libéral italien Partito Liberale Italiano                                                | Centre droit Libéralisme, libérisme                        | Giovanni Malagodi |
|       | Parti socialiste italien d'unité prolétarienne Partito Socialista Italiano di Unità Proletaria | Gauche Socialisme maximaliste                              | Dario Valori      |
|       | Mouvement social italien Movimento Sociale Italiano                                            | Extrême droite Néofascisme, nationalisme, anticommunisme   | Giorgio Almirante |

## Résultats

### Chambre des députés
| Parti                    | Parti                                                  | Suffrages  | Suffrages | Sièges  | Sièges        |
| Parti                    | Parti                                                  | Voix       | %         | Députés | +/-           |
| ------------------------ | ------------------------------------------------------ | ---------- | --------- | ------- | ------------- |
|                          | Démocratie chrétienne (DC)                             | 12 912 466 | 38,66     | 266     | en stagnation |
|                          | Parti communiste italien (PCI)                         | 9 068 961  | 27,15     | 177     | 2             |
|                          | Parti socialiste italien (PSI)                         | 3 208 497  | 9,61      | 61      | 2             |
|                          | Mouvement social italien (MSI)                         | 2 894 722  | 8,67      | 56      | 32            |
|                          | Parti social-démocrate italien (PSDI)                  | 1 718 142  | 5,14      | 29      | en stagnation |
|                          | Parti libéral italien (PLI)                            | 1 300 439  | 3,89      | 20      | 11            |
|                          | Parti républicain italien (PRI)                        | 954 357    | 2,86      | 15      | 6             |
|                          | Parti socialiste italien d'unité prolétarienne (PSIUP) | 648 591    | 1,94      | 0       | 23            |
|                          | Autres                                                 | 697 373    | 2,09      | 4       | 4             |
|                          |                                                        |            |           |         |               |
| Votes valides            | Votes valides                                          | 33 403 548 | 96,75     |         |               |
| Votes blancs et nuls     | Votes blancs et nuls                                   | 1 122 139  | 3,25      |         |               |
| Total                    | Total                                                  | 34 525 687 | 100,00    | 630     | en stagnation |
| Abstention               | Abstention                                             | 2 523 664  | 6,81      |         |               |
| Inscrits / participation | Inscrits / participation                               | 37 049 351 | 93,19     |         |               |

### Sénat de la République
| Parti                    | Parti                                                  | Suffrages  | Suffrages | Sièges    | Sièges        |
| Parti                    | Parti                                                  | Voix       | %         | Sénateurs | +/-           |
| ------------------------ | ------------------------------------------------------ | ---------- | --------- | --------- | ------------- |
|                          | Démocratie chrétienne (DC)                             | 11 465 529 | 38,07     | 135       | en stagnation |
|                          | Parti communiste italien (PCI)                         | 8 502 362  | 28,23     | 74        | 3             |
|                          | Parti socialiste italien d'unité prolétarienne (PSIUP) | 8 502 362  | 28,23     | 11        | 2             |
|                          | Parti sarde d'action (PSdAz) et autres                 | 8 502 362  | 28,23     | 9         | 2             |
|                          | Parti socialiste italien (PSI)                         | 3 225 707  | 10,71     | 33        | 3             |
|                          | Mouvement social italien (MSI)                         | 2 766 986  | 9,19      | 26        | 15            |
|                          | Parti social-démocrate italien (PSDI)                  | 1 613 810  | 5,36      | 11        | 1             |
|                          | Parti libéral italien (PLI)                            | 1 319 175  | 4,38      | 8         | 8             |
|                          | Parti républicain italien (PRI)                        | 918 440    | 3,05      | 5         | 3             |
|                          | Autres                                                 | 304 048    | 1,01      | 3         | 1             |
|                          |                                                        |            |           |           |               |
| Votes valides            | Votes valides                                          | 30 116 057 | 95,65     |           |               |
| Votes blancs et nuls     | Votes blancs et nuls                                   | 1 370 342  | 4,35      |           |               |
| Total                    | Total                                                  | 31 486 399 | 100,00    | 315       | en stagnation |
| Abstention               | Abstention                                             | 3 623 535  | 6,68      |           |               |
| Inscrits / participation | Inscrits / participation                               | 33 739 592 | 93,32     |           |               |

### Analyse
Alors que le taux de participation repasse au-dessus des 93 % des inscrits, les deux principaux partis du pays — la DC et le PCI — demeurent extrêmement stables : la Démocratie chrétienne conserve exactement le même nombre d'élus dans chaque chambre, tandis que le Parti communiste en perd un seul. Le PCI reste ainsi fort dans le nord-ouest, dominant les « Régions rouges » d'Émilie-Romagne, d'Ombrie et de Toscane, ainsi que la Ligurie au Sénat de la République. Que cela soit au niveau régional, des circonscriptions à la Chambre des députés, ou provincial, le rapport de forces entre les deux formations est rigoureusement identique.
Séparés après une coalition lors des élections précédentes, le PSI et le PSDI — les deux principaux partis responsables de la chute du gouvernement sortant d'Andreotti avec le PCI — n'engrangent pas de gain significatif et conservent une représentation similaire à la Ve législature. Ce résultat est un échec pour le Parti socialiste, qui totalise 9,6 % des voix à la Chambre contre 13,8 % en 1963.
La principale réussite de ce scrutin revient en effet au MSI, qui parvient à plus que doubler sa représentation dans les deux chambres. En passant de la sixième à la quatrième place, il talonne le PSI avec à peine 314 000 voix de retard sur plus de 33 403 000 suffrages exprimés. L'autre succès de ces élections réside dans le résultat du petit PRI, dont le groupe à la Chambre croît de 40 % alors que sa représentation sénatoriale est multipliée par deux. C'est à cette époque son meilleur résultat depuis la proclamation de la République.
C'est exactement l'inverse que subissent en revanche le PLI, ainsi que le PSIUP à la Chambre des députés. Tandis que le second disparaît totalement de la chambre basse et ne doit son maintien à la chambre haute que grâce à sa coalition électorale avec le PCI, le Parti libéral abandonne lui un tiers de ses députés et la moitié de ses sénateurs, ce qui le fait chuter de la quatrième à la sixième place parmi les forces parlementaires.

Carte de résultats des élections de 1972.
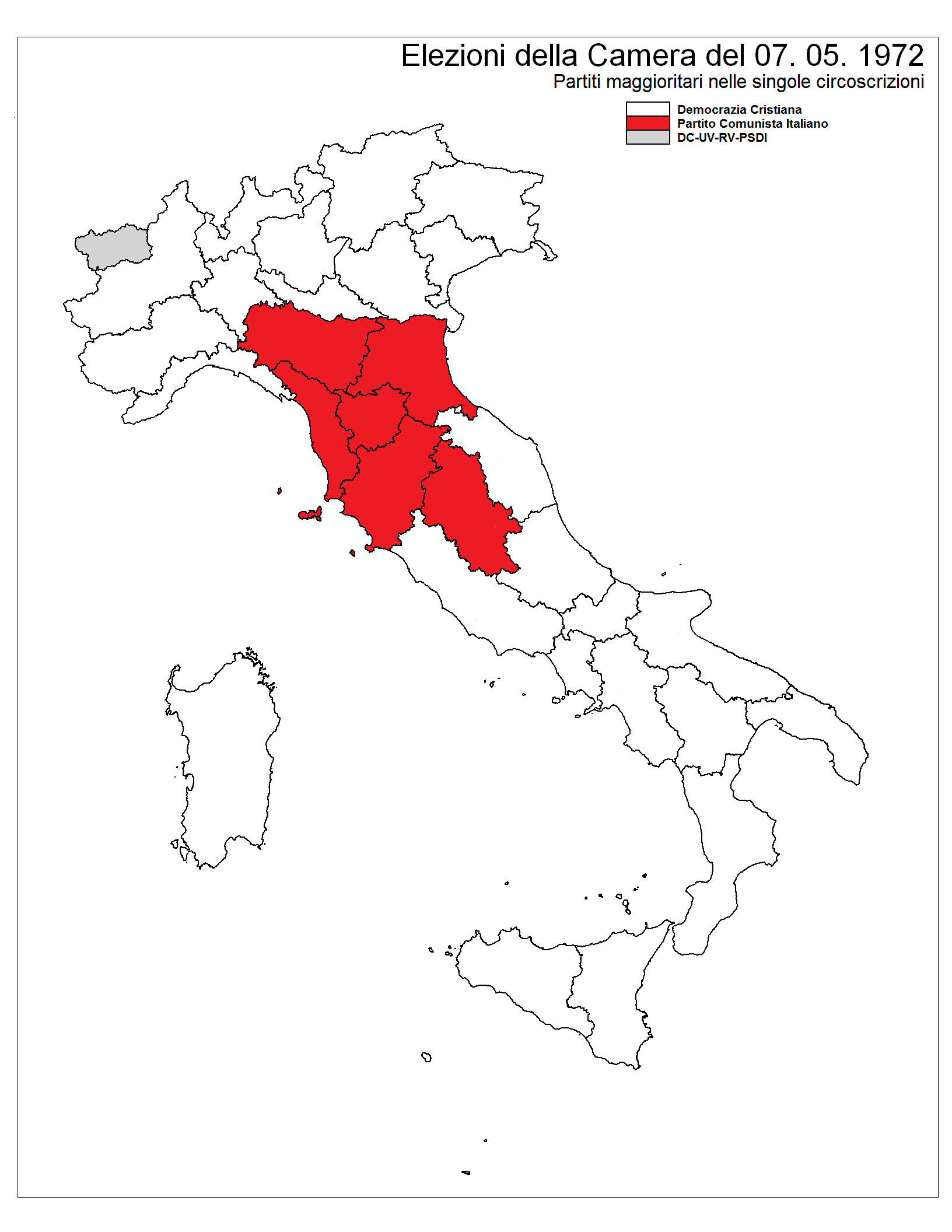
Parti en tête par circonscription à la Chambre des députés.
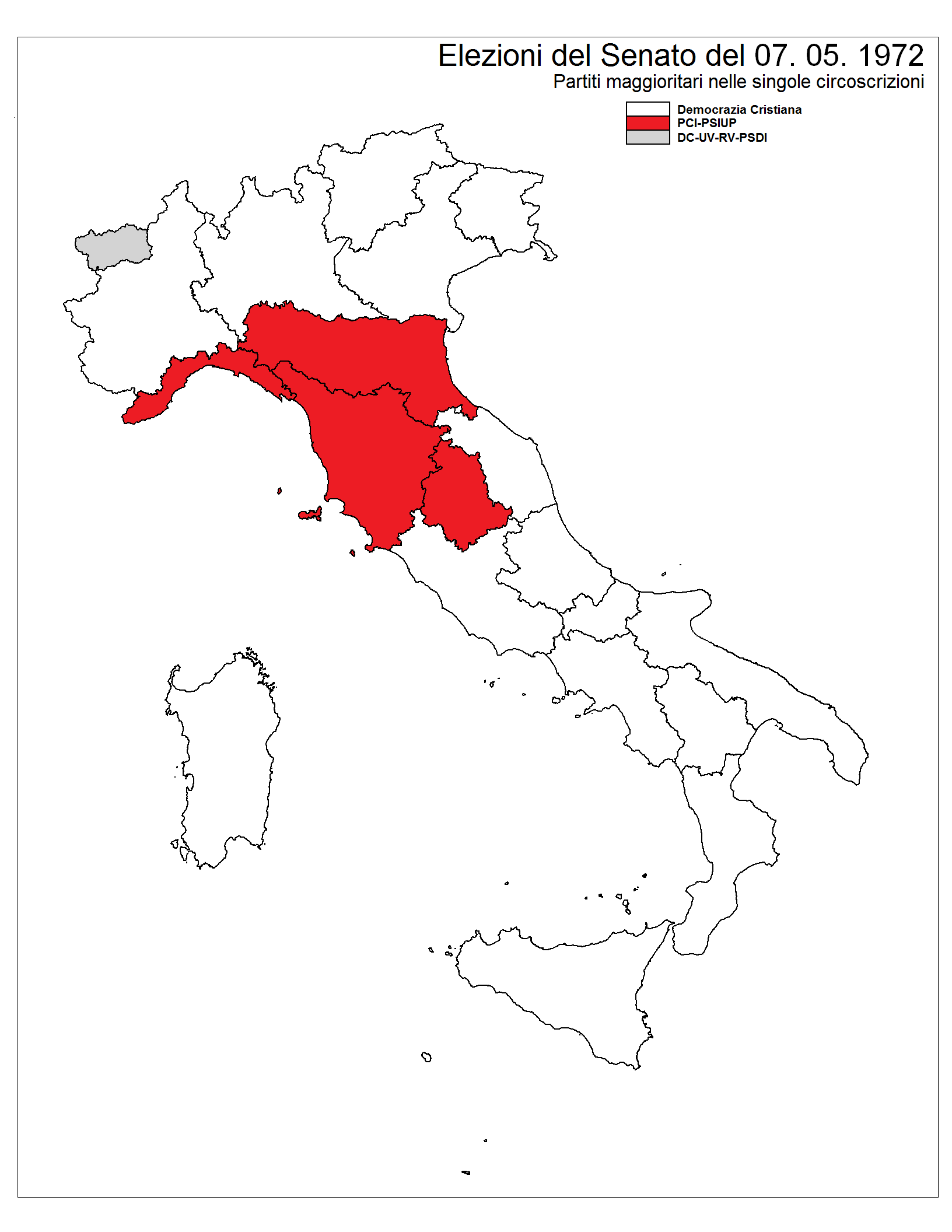
Parti en tête par circonscription au Sénat de la République.
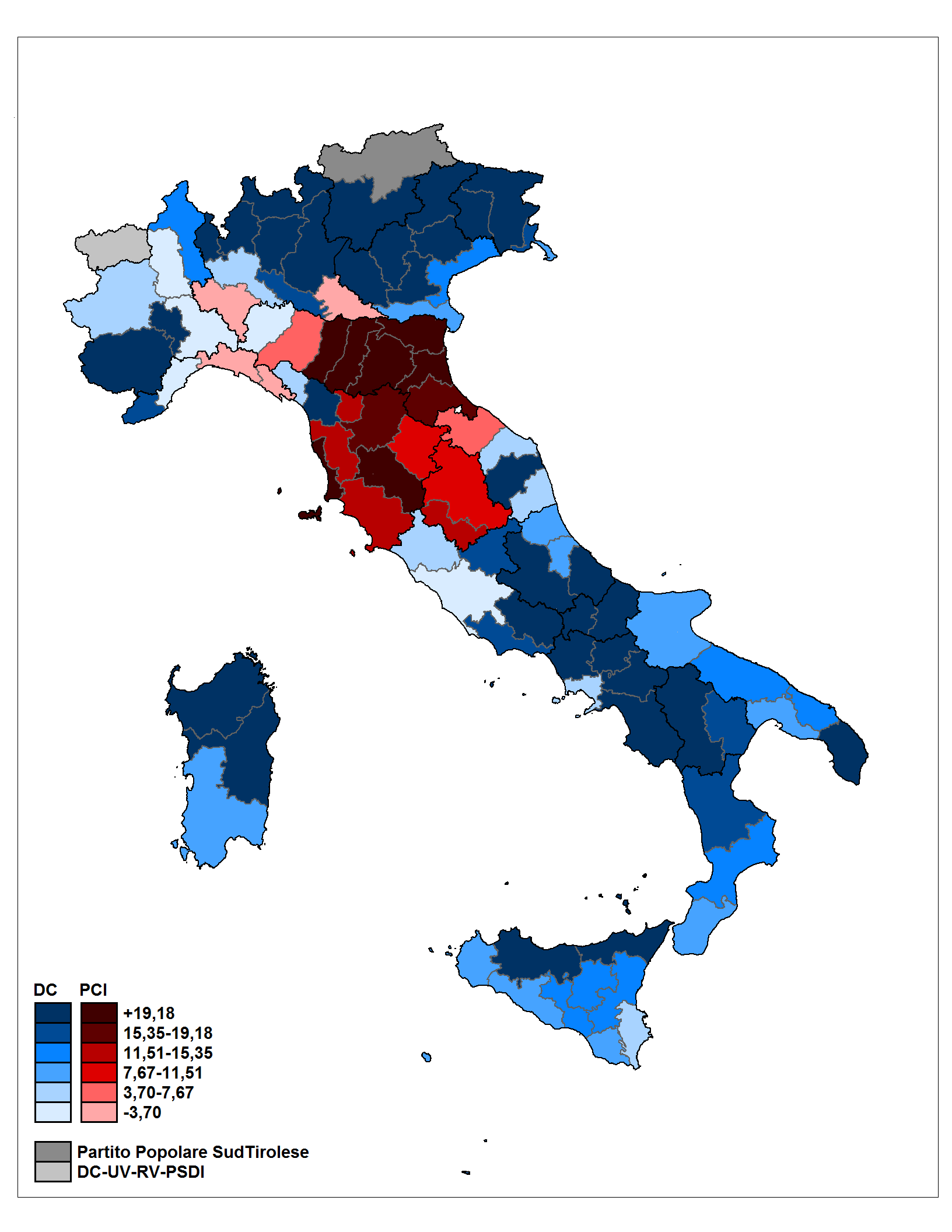
Écart entre la DC et le PCI par province à la Chambre des députés.

### Conséquences
La mésentente entre les démocrates chrétiens et les socialistes empêche le retour d'une formule de centre gauche au pouvoir, aussi la Démocratie chrétienne doit-elle chercher l'appui des forces plus centristes que sont le PSDI, le PLI et le PRI pour former une nouvelle majorité.
À l'ouverture de la VIe législature le 25 mai 1972, les présidents des deux assemblées sont reconduits. Le député socialiste de Gênes Sandro Pertini est en effet réélu président de la Chambre des députés par 519 voix pour et 93 bulletins blancs, tandis que le sénateur à vie Amintore Fanfani est à nouveau désigné président du Sénat de la République avec 212 suffrages favorables et 102 votes blancs.
Le 4 juin, le président de la République Giovanni Leone confie un mandat exploratoire au président du Conseil des ministres Giulio Andreotti en vue de former un nouveau cabinet. Ce dernier contourne le PSI en constituant une coalition gouvernementale entre la DC, le PSDI et le PLI, qui bénéficie du soutien sans participation du PRI.
Le gouvernement Andreotti II est assermenté devant le chef de l'État le 26 juin. Il remporte la confiance des deux chambres dans la première moitié du mois de juillet. Après Alcide De Gasperi, son mentor, il est le second et dernier chef du gouvernement de l'Italie républicaine reconduit à l'issue des élections parlementaires.